# Hotel Saratoga

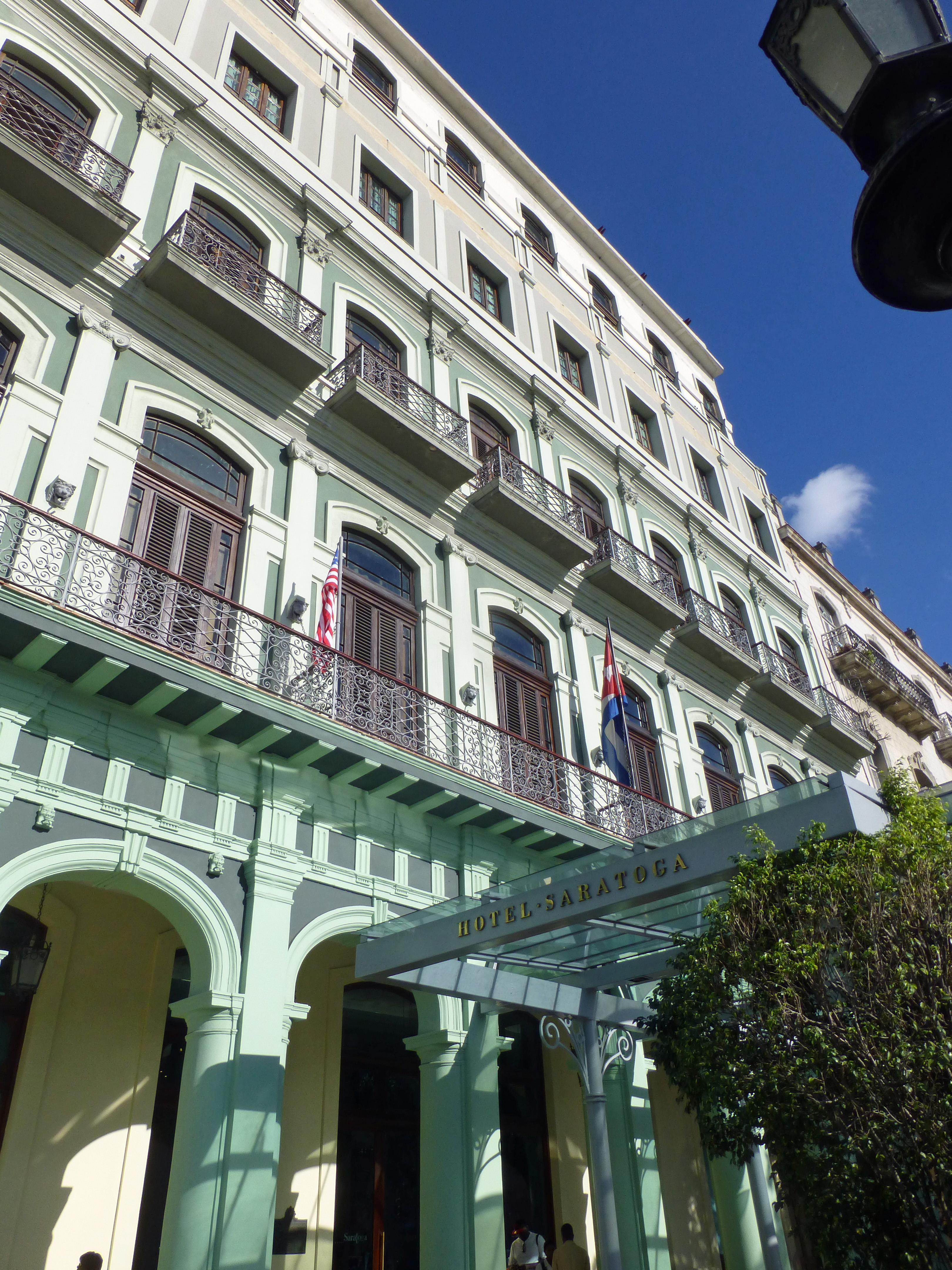
Toegangsportaal voor de hoofdingang van het Hotel Saratoga

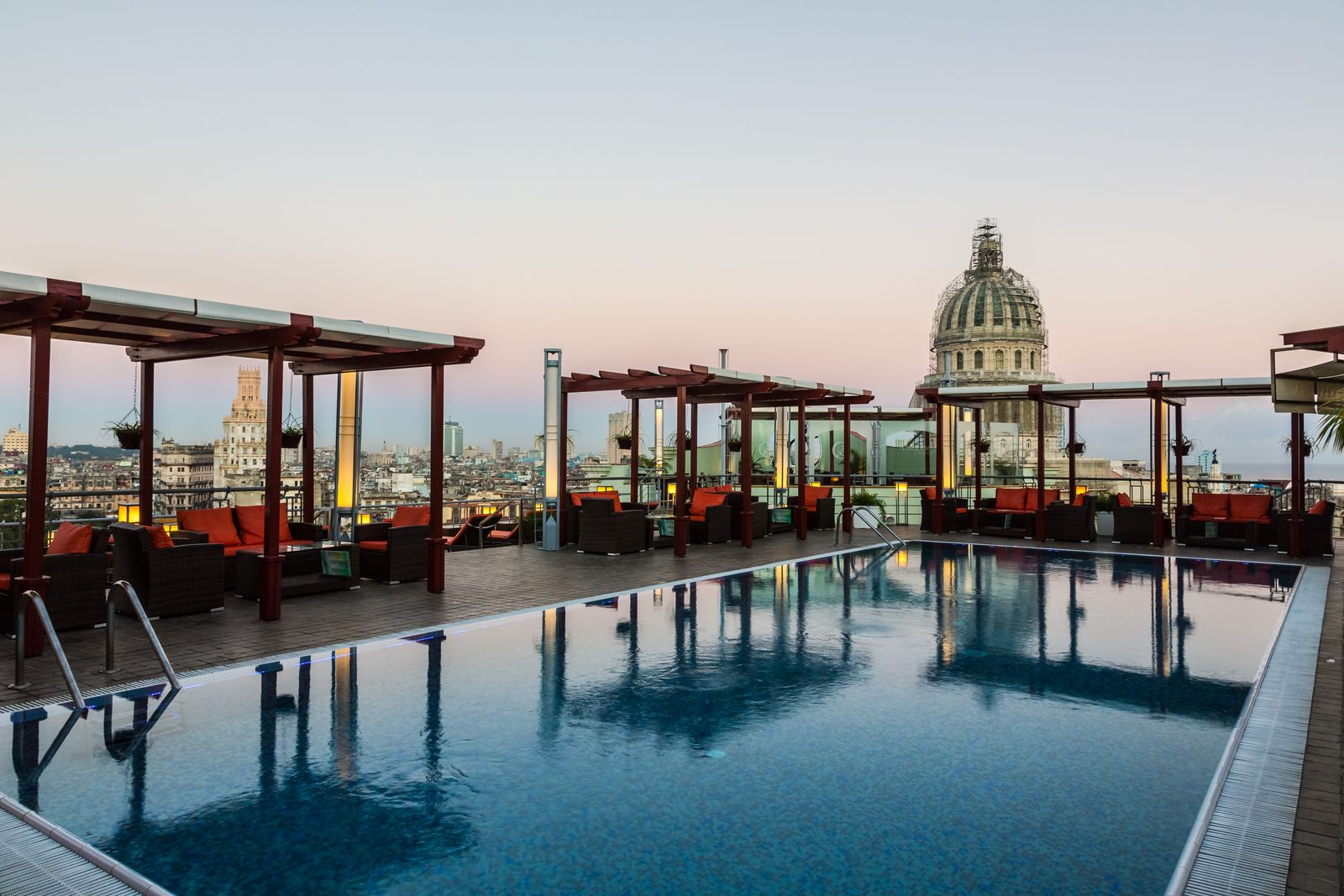
Zwembad op het daktteras van het hotel, met zicht op de koepel van het nabijgelegen El Capitolio

Hotel Saratoga was een boetiekhotel gelegen op de hoek van de Paseo del Prado en de Dragones straat, tegenover het Parque de la Fraternidad, in Havana, Cuba dat werd gebouwd rond de laatste eeuwwisseling. Er bevonden zich 96 kamers achter een oorspronkelijke gordijngevel die werd gered van de sloop in de jaren negentig. Het was een luxehotel uitgebaat door Saratoga SA, een onderneming in handen van het FAR, het Cubaanse leger, totdat een gasexplosie op 6 mei 2022 het gebouw vernietigde.

## Geschiedenis

### Gebouw Palacio y Peréz
In 1879 werd op deze plaats van las Murallas (oude stadsomwalling), een gebouw opgericht voor rekening van een rijke tabakshandelaar uit Viñales, Gregorio Palacio y Peréz. Het had een open grondplan. De begane grond was volledig bebouwd en bestond uit een opslagplaats voor tabak in het centrum en winkeltjes aan de straatzijden. Op de eerste verdieping werden drie woningen gebouwd rond een patio. Op de tweede verdieping werden dertig kamers ingericht die aan de binnenzijde uitgaven op dezelfde patio. Over de Paseo del Prado had men uitzicht op het treinstation van Villanueva. Langs de voordeur liep een spoor naar de binnenstad.
De inrichting van het gebouw is bekend gebleven uit de overtuigingsstukken van een proces van 1880 tussen de bouwheer en de aannemer: de appartementen waren afgewerkt met stenen vloeren (op een houten draagconstructie). Het schrijnwerk was voorzien van  houten blinden en de trappen waren bekleed met natuursteen.
Zoals in die tijd gebruikelijk werden de muren gemetseld en bezet met pleister. Nieuw was het gebruik van het betere portland cement. De vloeren bestonden uit houten bruggen en planken. Er werd hier geen gebruik gemaakt van betonnen platen (losas de barra), een nieuw vloersysteem dat recent gebruikt werd in de nieuwe markthallen van Plaza del Vapor (1874) even verderop.
In 1888 kwam er een einde aan het geschil en nam Gregorio Palacio y Peréz het gebouw in gebruik.

### The Alcázar
Gregorio Palacio y Peréz stierf in 1904. Het jaar daarna opende een nieuwe eigenaar een hotel met de naam ‘the Alcázar’. De verdiepingen van het oorspronkelijke gebouw Palacio y Peréz werden verbouwd tot een hotel. Er waren 43 hotelkamers en een ‘comedor’ (restaurant) aanwezig. Het gebouw lag nog steeds tegenover het station en het goedkope hotel trok voornamelijk reizigers die per trein aankwamen uit de provincie. Het is aannemelijk dat het hotel een vrij bescheiden bestaan leidde. Massatoerisme zou pas later op gang komen.
In het begin van de jaren 1920 werd aan de overkant van de straat begonnen met de bouw van een eerste versie van het latere Capitolio. Pas nadat president Machado in 1925 aan de macht kwam startte een Amerikaanse firma onder leiding van de Cubaanse architect Eugenio Rayneri Piedra met de definitieve bouwwerken van het huidige Capitolio.

### Eerste hotel Saratoga

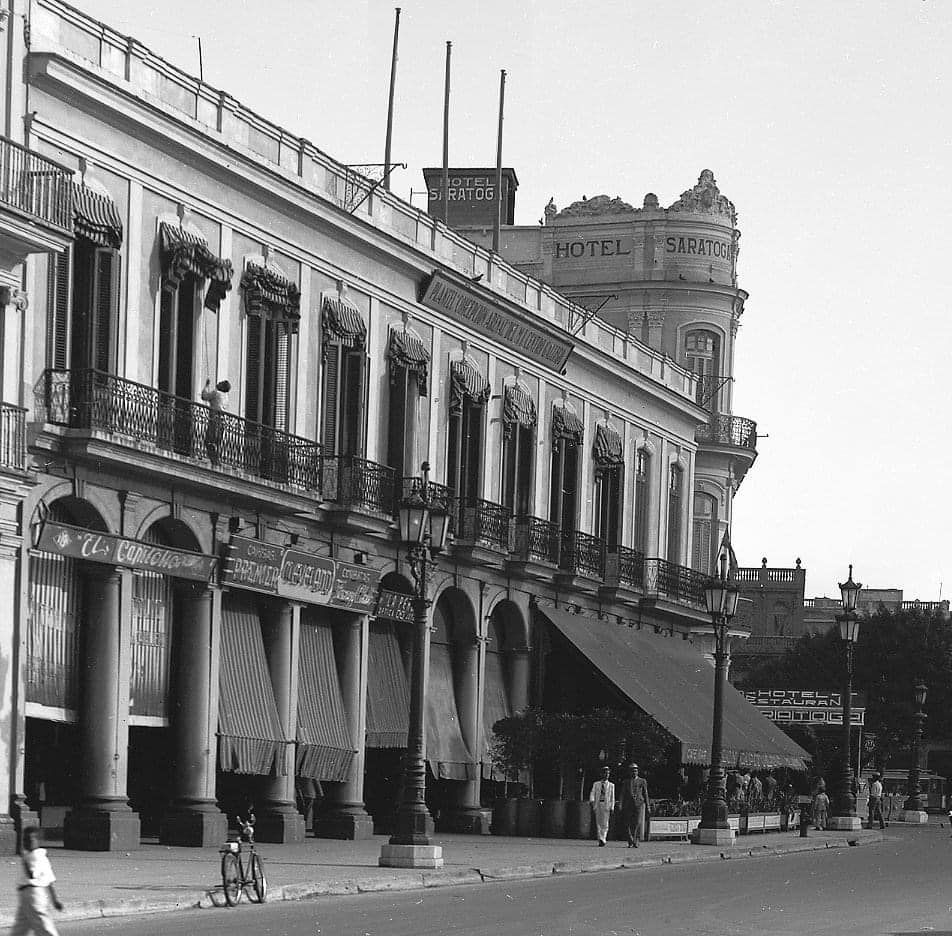
Aires Libres

Aan de overzijde van het Parque de la Fraternidad (op de hoek van de huidige straat Maximo Gomez met de straat Aponte) bevond zich al sinds 1915 een hotel met de naam Saratoga. In 1931, bij het aantrekken van de economie op Cuba en na het gereedkomen van het Capitolio, werd het gebouw Palacio y Peréz overgenomen door de uitbaters van dit hotel. Er werd twee jaar gerenoveerd, waarna het hotel Saratoga kon worden geopend. De ruimtes op het gelijkvloers bleven dienst doen als kleine winkeltjes en cafés.
Vanaf de opening van het Capitolio in 1930 tot in het begin van de jaren vijftig was deze buurt van de stad het middelpunt van het uitgaansleven. Zij strekte zich uit van Parque Central tot aan de Maximo Gomez straat. Bekend waren het winkelcentrum Manzana de Goméz, de bioscoop Payret, de winkels in de hallen van hotel Pasaje, het louvre van hotel Inglaterra en het Gran Teatro de La Habana “Alicia Alonso”. De markthallen van Plaza del Vapor en el Mercado Unico, die veel volk trokken, lagen in de onmiddellijke nabijheid.
Bij de start van de jaren vijftig begon het toeristisch epicentrum zich echter steeds meer te verplaatsen naar de wijk Vedado waar nieuwe hotels-met-casino werden gebouwd. En over de Rio Almendares pikten nieuwe clubs, zoals de Tropicana en Sans Souci, steeds meer volk in. Een deel van de Amerikaanse toeristen keerde zich van Havana af en verkoos vaker de opkomende badplaats Varadero als bestemming.
Het echtpaar Rafael Alberti en María Teresa León logeerden in het hotel in 1935. Na de heropbouw werd in 2006 ter herinnering een gedenkplaat in het hotel ingehuldigd.

### Ondergang
Na het vertrek van toeristen naar de nieuwe en modernere hotels in Vedado, zoals hotel Habana Hilton, Habana Riviera en hotel Capri en het gerenoveerde hotel Nacional, nam de belangstelling voor de oude wijk snel af. Een gids uit 1953 noteerde dat er alleen Cubanen verblijven in het hotel en: ‘Their lobbies appear even more desolate, being cluthered with varied comercial enterprises’. In de jaren 1980 schreven de Cubanen er steeds vaker schande over:

El mismo final trágico (…) cargados (…) de tradición. Otro ejemplo de los estragos que causa la falta de mantenimiento, aunque estuviera justificado por la falta de recursos”.

Nog voordat het oude hotel was ingestort werden onder leiding van stadshistoricus Eusebio Leal Spengler plannen gemaakt voor de restauratie en heropbouw van het hotel. Na de ineenstorting van de Sovjetunie in 1992 waren er echter andere prioriteiten waardoor de plannen niet werden uitgevoerd.
Het gebouw was nu meer dan 100 jaar oud en verslechterde snel door het ontbreken van enig onderhoud en de veelvuldig voorkomende orkanen en zware stormen op Cuba. Omstreeks 1990 werd het gebouw verlaten en bij het passeren van de Derecho van 1993 stortte het volledig in. De westelijke gevel (Paseo de Martí) en noordelijke gevel (Dragones) bleven als enige overeind.

### Hotel Saratoga (2005-2022)

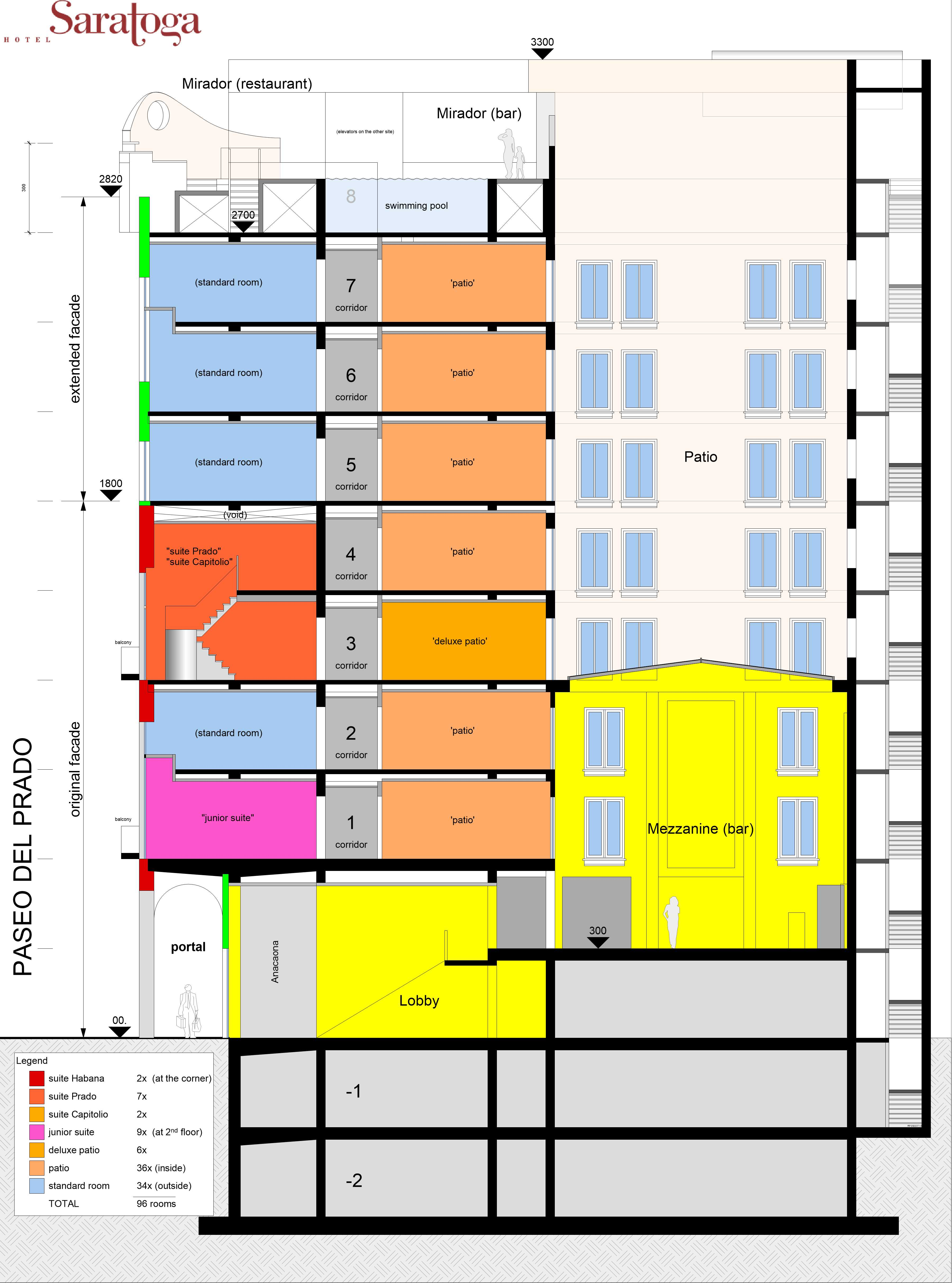
doorsnede

Een nieuwe wet op buitenlandse investeringen trok in 1998 de Britse ontwikkelaar Coral Capital aan. Rond 2000 werd begonnen met het bouwen van een volledig nieuw hotel op het grondstuk van het voormalige gebouw Palacio y Peréz onder leiding van het ‘Oficina del Historiador’ van Eusebio Leal Spengler. Er werd een betonskelet gebouwd met uitkraging over de gaanderij.
De nieuwe constructie bestond uit 13 verdiepingen waarvan 2 ondergronds. Een gelijkvloerse verdieping met o.a. de receptie, de lobby, een restaurant en een bar. Daarboven bevonden zich acht verdiepingen met hotelkamers, een dakverdieping met zwembad en nog een 13de technische verdieping op een deel van de oppervlakte waar zich tevens de tank voor gasopslag bevond.
Op de eerste verdieping bevond zich een bar ter hoogte van de patio, ‘bar Mezzanine’, die zich uitstrekte over drie verdiepingen. Er waren vier suites, zeven kamers met een mezzanine en 85 kamers. Over de kwaliteit van het ontwerp laat men zich voorzichtig uit: ‘No es una gran joya, pero tiene su elegancia’.
In 2009 werden twee topfiguren, de CEO en COO, die werkten voor de buitenlandse investeringsfirma gearresteerd en een jaar lang opgesloten.
(hier gasten)

## Explosie van 6 mei 2022
Even voor de middag van 6 mei werd een gastank op het dak gevuld met vloeibaar gemaakt gas. Daarbij moet er iets zijn misgegaan waarna een explosie praktisch alle binnenwanden en gevels wegsloeg. De historische gevels zijn op het voetpad terechtgekomen. Bij de explosie zijn 47 mensen omgekomen waaronder een Spaanse toeriste. De Cubaanse president, Miguel Díaz-Canel Bermudez kwam later op de dag ter plaatse en haastte zich om te melden dat er geen sprake was van een bomaanslag, maar dat een noodlottig ongeval de ramp had veroorzaakt.

## Gregorio Palacio y Peréz
Gregorio Palacio y Peréz was uit Spanje afkomstig. Hij werd geboren in 1819 in Entrambasaguas, Spanje. In 1834 kwam hij op Cuba terecht. Rijkdom vergaarde hij in de tabaksteelt in de omgeving van Pinar del Rio. Daar was hij eigenaar van ‘praktisch een volledig gehucht’. Hij verhuisde naar de hoofdstad Havana en liet daar een nieuw gebouw optrekken op een goedkoop perceel dat vrijkwam na de afbraak van las Murallas (stadswallen).
Nog voordat het gebouw gereed was, had hij de aannemer al volledig betaald die daarna nog meer geld kwam eisen. Er ontstond een discussie die voor de rechtbank werd uitgevochten. Door de rechtszaak zijn veel details van het bouwwerk bekend gebleven.
Gregorio Palacio y Peréz, die steeds armoedig gekleed rondging en niet over een auto beschikte die paste bij zijn fortuin, verwierf meer dan 115 woningen in Havana. Hij stierf in juni 1904 en ligt begraven op het kerkhof Necrópolis de Cristóbal Colón. Hij liet geen kinderen na. Er was geen testament.

## Aires Libres
De cafés en restaurants die uitkeken op het nieuwe Capitolio plaatsten tafels en stoelen op het voetpad voor hun zaak. Op deze terrassen in de openlucht traden ’s avonds zangers en artiesten op. Aanvankelijk van tafel tot tafel, later geörganiseerd in aangekondigde evenementen. Er werden grote zonneweringen aan de gevels opgehangen waardoor men minder hinder ondervond van de westelijke avondzon die recht op deze gevels scheen.
Het aaneengesloten geheel van overdekte terrassen tegenover het Capitolio werd een belangrijke toeristische trekpleister. Hotel Saratogo lag op de rand van dit gebied, maar slaagde erin om bezoekers te lokken door het plaatsen van een grote luifel of ‘marquesina’ voor het gebouw en grote luidsprekers die om aandacht schreeuwden.
Op deze Aires Libres traden groepen als Anacaona en zangers als Benny More op. De vele zenders, zoals radio Garcia-Serra, zonden vaak life uit vanaf de terrassen met mobiele zendstations.

“En el amplio portal del Saratoga se ubicaba una tarima de cristal con bocinas hacia el exterior, había alrededor dequince o veinte mesas de cuatro sillas, las que eran atendidas por camareros uniformados adecuadamente. El público nombró a este sitio La Marquesina del Saratoga y fue el escenario por excelencia de la orquestafemenina”.

## Las Murallas
Om zich te beschermen tegen zeerovers en ander gespuis werd aan de landzijde van Havana een stadsomwalling gebouwd die strekte vanaf het (Castillo de San Salvador de) La Punta tot aan het Arsenal. Haar lengte bedroeg bijna 5 km en de hoogte bereikte 10 m. De huidige Avenida de Bélgica ligt aan de stadszijde van deze vroegere omwalling.
Na de uitvinding van buskruit werden stadsomwallingen minder nuttig. In 1863 werd begonnen met de afbraak. Naargelang de noodwendigheid (bouwgrond) werden de wallen verder afgebroken. Het laatste stuk verdween in het begin van de 20ste eeuw.
Het grondstuk waarop hotel Saratoga stond werd door Gregorio Palacio y Peréz gekocht in 1874. Het lag vlak bij het toenmalige treinstation van Villanueva. In 1912 werd het nieuw centraal station geopend, even verderop aan de Av. de Bélgica. Het oude station van Villanueva werd afgebroken om plaats te maken voor het Capitolio.

## Galerij

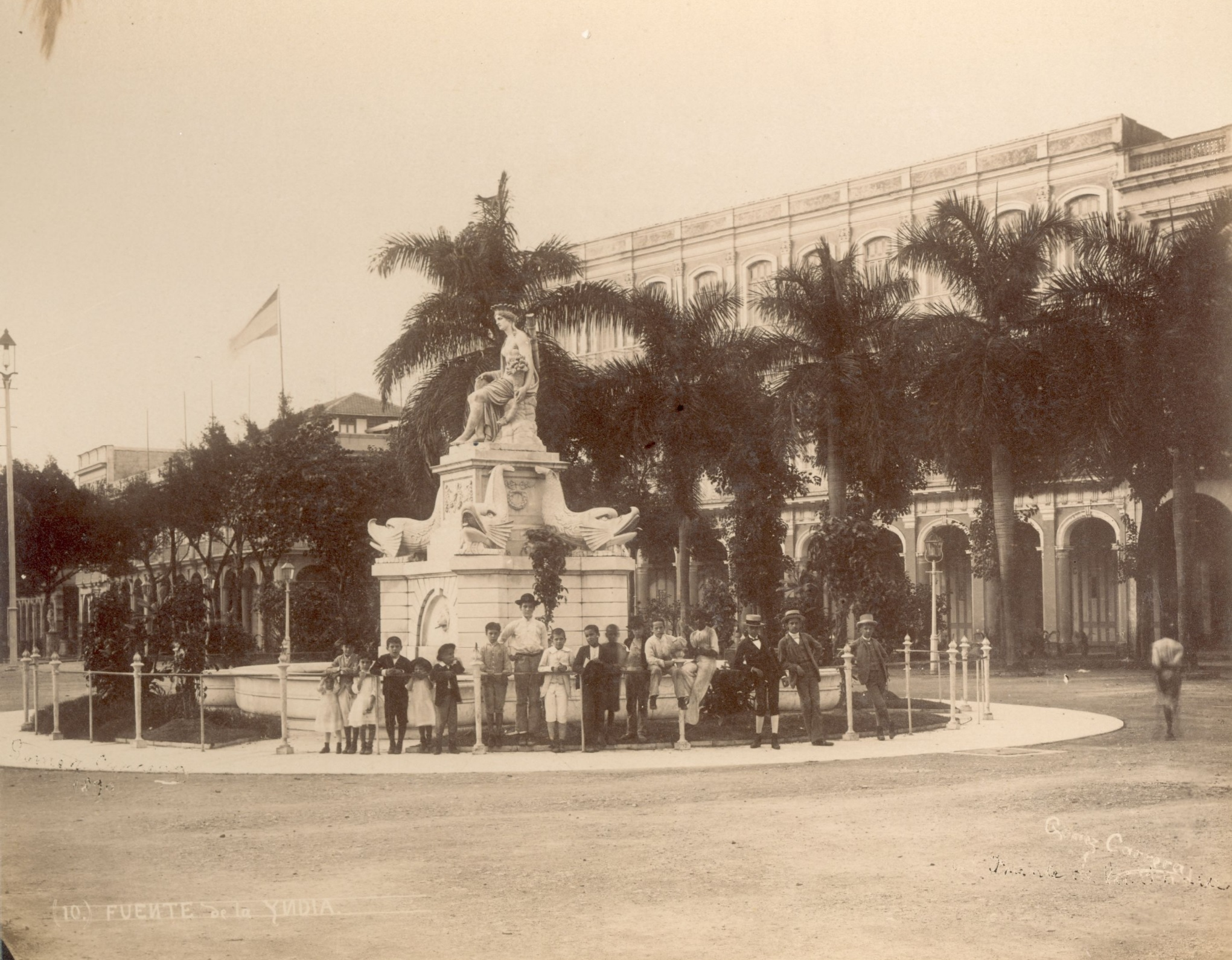
Fuente de la India, hier nog met de rug naar hotel Saratoga (1895)
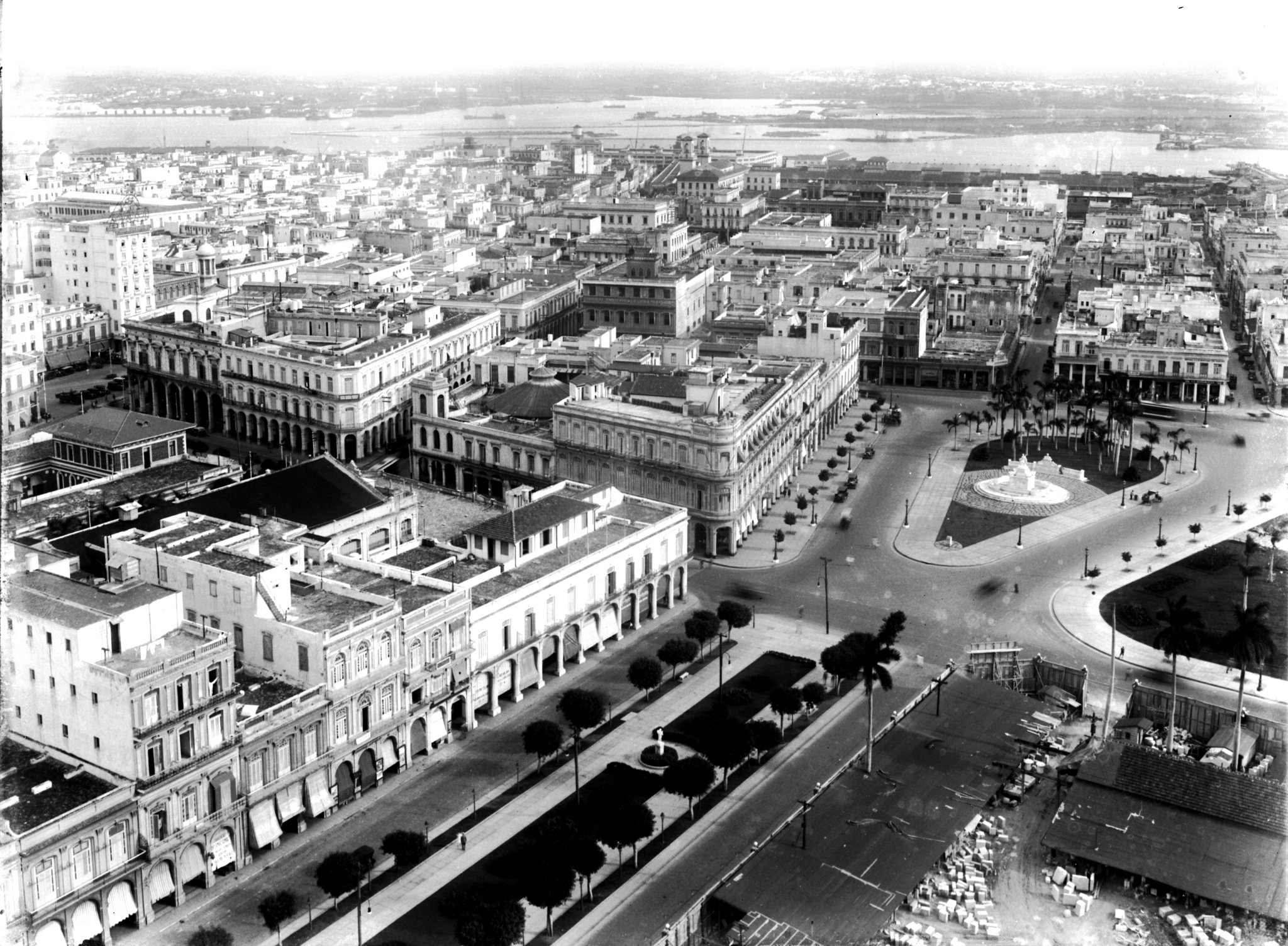
hotel Saratoga, vanaf het Capitolio (±1930)
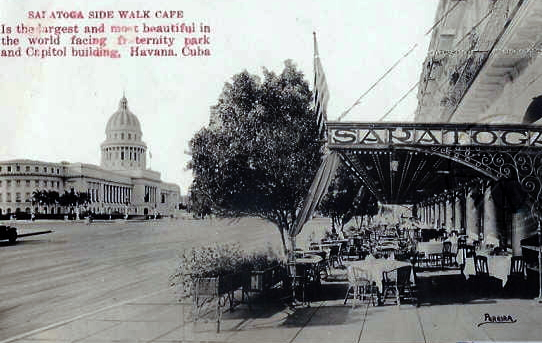
Aire Libre en 'la marquesina' van hotel Saratoga (± 1940)
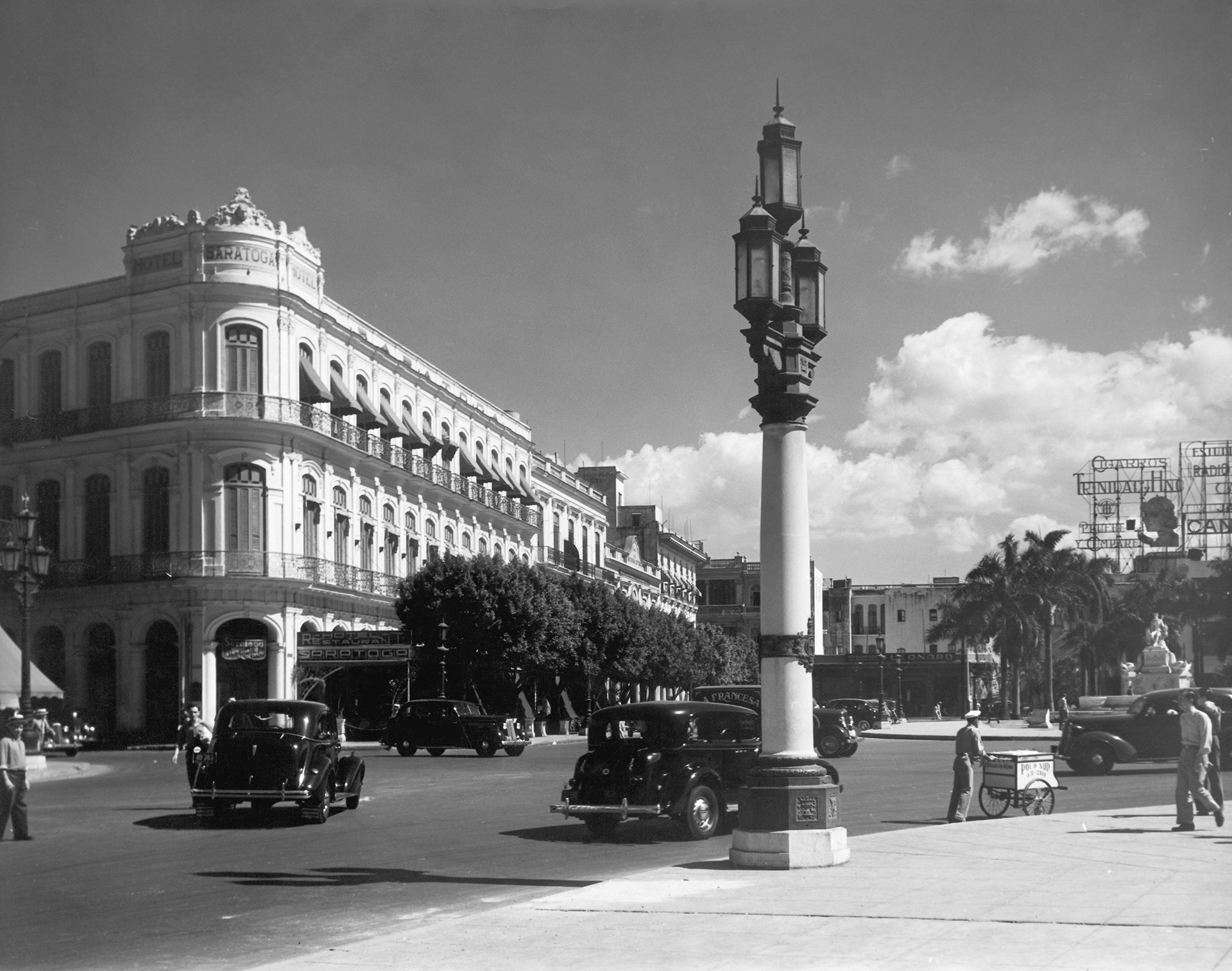
hotel Saratoga, vanaf Paseo de Martí (± 1945)